# グリコシダーゼ

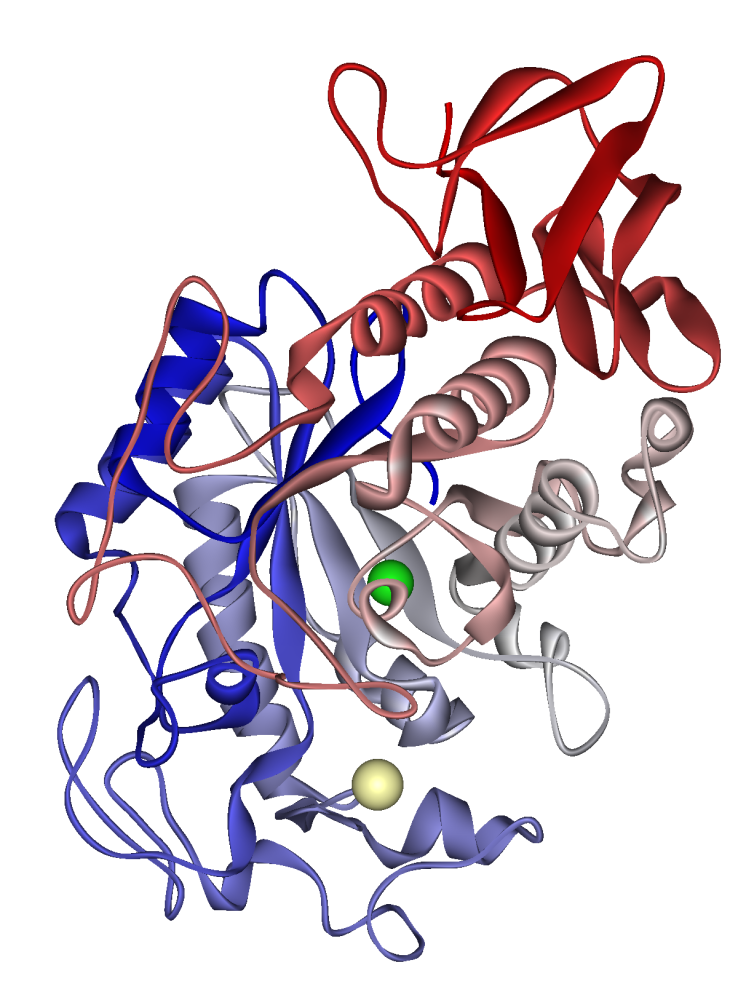
グリコシダーゼの一種、α-アミラーゼ 1HNY の構造

グリコシダーゼ（glycosidase）とは、グリコシド結合を加水分解する酵素の総称であり、グリコシドヒドロラーゼ（glycoside hydrolase）とも呼ばれる。
主な役割として、バイオマスにおけるセルロースやヘミセルロースの分解、バクテリアに対する防御（例：リゾチーム）、ウイルスによる細胞への感染（例：ノイラミニダーゼ）、細胞内における糖蛋白質の生合成などに関係している。
グリコシダーゼは、グリコシド結合の形成や分解においてグリコシルトランスフェラーゼとともに重要な役割を担っている。

## 機能
グリコシダーゼは基本的に全てのドメインの生物に存在する。細胞内外の両方に存在し、栄養の吸収に関係している。バクテリアにおける最も重要なグリコシダーゼの1つにβ-ガラクトシダーゼ（LacZ）があり、大腸菌のラクトースオペロンの発現を調節している。
ゴルジ体や小胞体に存在するグリコシダーゼはN結合型糖蛋白質糖鎖のプロセシングに、リソソームに存在するものはさまざまな糖質の分解に関係している。リソソームの特定のグリコシダーゼが欠乏すると、本来分解されるはずの糖質が蓄積し、発達障害を起こしたり死亡したりする可能性がある（ライソゾーム病）。
消化管や唾液に存在するグリコシダーゼは、ラクトース、デンプン、スクロース、トレハロースといった糖を分解する働きがある。消化管内では、内皮細胞に定着したグリコシルホスファチジル（glycosylphosphatidyl）アンカー型酵素として存在している。
ラクターゼはラクトースの分解に必要な酵素であり、幼児期では高濃度に存在する。離乳後から濃度が減少し始め、成人期には量がかなり少なくなり、乳糖不耐症となる場合がある。
O-GlcNAcアーゼ（O-GlcNAcase）は細胞質や核内において、蛋白質のセリンやトレオニン残基からN-アセチルグルコサミンを取り除く働きをしている。
グリコシダーゼは体内でグリコーゲンの生合成と分解にも関係している。

## 分類
グリコシダーゼはEC 3.2.1 に分類され、O- または S-グリコシドの加水分解を触媒する。
加水分解の立体化学に基づいて、保持型（retaining）もしくは反転型（inverting）に分類することも出来る。
活性がエキソ型（exo）かエンド型（endo）かによっても分類することが出来る。エキソ型はオリゴ糖や多糖の末端に作用し、エンド型は中間部に作用する。
また、シークエンスや立体構造に基づいて分類する方法もある。

### シークエンスに基づいた分類
シークエンスに基づいた分類は、新しく配列が決定された酵素のまだ知られていない機能を予測するのに非常に重要な手段である。グリコシダーゼをシークエンスに基づいて分類した場合、100を超えるファミリーに分類することが出来る。この分類は、CAZy（CArbohydrate-Active EnZymes）のウェブサイトにて利用することができる。データベースは、シークエンス、予測されるメカニズム（保持型/転化型）、活性サイトの残基、基質に関する情報を提供している。
三次元構造の類似性に基づき、シークエンスで分類された「ファミリー」はクラン（clan）と呼ばれる上位カテゴリーでさらに分類される。シークエンス分析と三次元構造分析により、従来より幅広く分類できるようになった。

## メカニズム

### 反転型グリコシダーゼ
反転型グリコシダーゼ（inverting glycosidase）は、2つの残基（典型的にはカルボン酸、つまりアスパラギン酸残基かグルタミン酸残基）が1組となって触媒を行う。下の例はβ-グルコシダーゼのものであり、2つの触媒残基がそれぞれ酸と塩基の働きをする。

### 保持型グリコシダーゼ
保持型グリコシダーゼ（retaining glycosidase）は、2つのステップで反応を触媒する。それぞれのステップで立体構造をワルデン反転させるため、結果的にもとの構造を保持する。
反応には2つの残基が関係する。この残基は通常、酵素の有するカルボン酸基である。1つは求核剤、もう1つは酸/塩基として働く。
最初のステップで求核触媒残基はアノマー中心部にアタックし、中間体を生成する。この時、酸/塩基触媒残基はプロトンを供与する酸の役割を果たす。
次のステップでは、プロトンを奪われた酸/塩基触媒残基が塩基の働きをし、求核剤である水が中間体を加水分解する反応を助ける。最終的に加水分解された産物が生成される。下の例はニワトリ卵白のリゾチームである。
保持型グリコシダーゼにはもう1つの触媒メカニズムがある。この場合は求核残基が酵素ではなく、基質に結合することによって反応が進行する。このような反応は特定のN-アセチルヘキソサミニダーゼ（N-acetylhexosaminidase）で見られる。この酵素は隣接基と反応できるアセトアミド基を持っており、中間体としてオキサゾリン、もしくはオキサゾリニウムイオン（oxazolinium ion）を生成する。この場合もそれぞれのステップでワルデン反転を行うため、最終的に構造が保持される。

## 命名法
グリコシダーゼは通常、作用する基質に基づいて命名される。例えば、グルコシド結合を加水分解する酵素はグルコシダーゼ、キシロースのホモポリマーであるキシランを分解する酵素はキシラナーゼ（xylanase）と呼ばれる。
他にも、ラクターゼ、アミラーゼ、キチナーゼ、スクラーゼ、マルターゼ、ノイラミニダーゼ、インベルターゼ、ヒアルロニダーゼ、リゾチームなどがある。

## 用途

### 産業
グリコシダーゼは様々な分野で活用されている。
- 植物材料の分解

セルラーゼ、β-グルコシダーゼはセルロースをグルコースへ分解し、エタノールの生産に使用される。
- 食品産業

インベルターゼは転化糖の製造、アミラーゼはマルトデキストリンの製造に使用される。
- 製紙・パルプ産業

キシラナーゼはパルプからのヘミセルロースの除去に使用される。
- 洗剤

セルラーゼは衣服の色の鮮明化と衣服表面のマイクロファイバーの除去に使用される。

### 有機化学
平衡が逆向きの場合に加水分解の逆反応を行わせることで、グリコシド結合を付加させる触媒としても使用することができる。保持型グリコシダーゼは、活性化グリコシドからグリコシドを受け取る余裕のあるアルコールにグリコシル基の一部を転移することが出来る。
グリコシンターゼ（glycosynthase）はグリコシダーゼの変異体であり、フッ化糖のような活性化されたグルコシルドナーを利用し、高収率でグリコシドを合成できる。

## 阻害物質
グリコシダーゼの阻害物質は多くのものが知られている。デオキシノジリマイシン（deoxynojirimycin）、スワインソニン（swainsonine）、オーストラリン（australine）、カスタノスペルミン（castanospermine）のような、いくつかの窒素原子を含む糖型の複素環化合物が自然界から発見された。これらの天然由来の化合物から、イソファゴミン（isofagomine）、デオキシガラクトノジリマイシン（deoxygalactonojirimycin）、その他いくつかの不飽和化合物（例：PUGNAc）が阻害剤として開発された。
医薬品として使用されているグリコシダーゼ阻害剤には、アカルボース、ザナミビル（リレンザ）、ミグリトール（miglitol）、オセルタミビル（タミフル）などがある。
いくつかの蛋白質もグリコシダーゼを阻害することが判明した。

## 参考
1. ↑  Sinnott, M. L. Chem. Rev. 1990, 90, 1171-1202.
2. ↑  Henrissat B, Callebaut I, Mornon JP, Fabrega S, Lehn P, Davies G (1995). “Conserved catalytic machinery and the prediction of a common fold for several families of glycosyl hydrolases”. Proc. Natl. Acad. Sci. U.S.A. 92 (15):  7090-7094. PMID 7624375.
3. ↑  Henrissat B, Davies G (1995). “Structures and mechanisms of glycosyl hydrolases”. Structure 3 (9):  853-859. PMID 8535779.
4. ↑  Bairoch A (1999). Classification of glycosyl hydrolase families and index of glycosyl hydrolase entries in SWISS-PROT. pp. -.
5. ↑  Henrissat B, Coutinho PM (1999). Carbohydrate-Active Enzymes server. pp. -.
6. ↑  Naumoff, D.G. Proceedings of the Fifth International Conference on Bioinformatics of Genome Regulation and Structure. 2006, 1, 294-298.
7. ↑  Vocadlo, D. J.; Davies, G. J.; Laine, R.; Withers, S. G. Nature 2001, 412, 835.